# Federación de Partidos Socialistas
La Federación de Partidos Socialistas fue una agrupación de partidos políticos socialistas españoles durante la Transición. Se trataba de una organización federal de diversos partidos socialistas de ámbito regional, creada en 1976.
Sus antecedentes fueron la Coordinadora Socialista Federal Ibérica, creada en 1964, y, de forma más directa, la Conferencia Socialista Ibérica (CSI), cuya primera convocatoria tuvo lugar en París el 28 de junio de 1974. El objetivo de esta conferencia era conseguir la unidad de todos los partidos socialistas españoles, pero la negativa del PSOE a disolverse en la CSI y aceptar un sistema de votación en el que se le equiparaba con cualquier otro partido socialista de ámbito regional le llevó a abandonarla el 27 de abril de 1975.
La federación la componían Convergència Socialista de Catalunya (más tarde transformada en Partit Socialista de Catalunya-Congrés, PSC-C), el Partit Socialista del País Valencià (PSPV, no debe ser confundido con el actual PSPV-PSOE), el Partit Socialista de les Illes (actual Partit Socialista de Mallorca - Entesa Nacionalista; asimismo, además estaban vinculados entre sí a través de la Coordinadora Socialista dels Països Catalans), el Partido Socialista Galego (no confundir con el Partido de los Socialistas de Galicia-PSOE), Eusko Sozialistak, Partido Socialista de Andalucía, Partido Autonomista Socialista de Canarias, Partido Socialista de Aragón, Convergencia Socialista de Madrid (CSM) y otros grupos de menor importancia. Su línea política era de un socialismo autogestionario y federal en lo que a la estructura del Estado se refería.
Algunos de los componentes de la Federación acudieron a las elecciones de 1977 en coalición con el Partido Socialista Popular bajo la denominación de Unidad Socialista. Los malos resultados (seis escaños, de los que cinco eran del PSP y solo uno, el de Emilio Gastón, del Partido Socialista de Aragón, pertenecía a algún partido de la Federación), comparados con los relativamente buenos del PSOE (118) llevaron a que los partidos más significativos de la Federación (PSC-C, PSPV, CSM) se integrasen en el PSOE (o en el PSC, en el caso del PSC-C), lo que llevó a la Federación a desaparecer ese año.
Entre los personajes más representativos de la Federación se encontraban los catalanes Ernest Lluch y Joan Reventós, los madrileños Enrique Barón y Joaquín Leguina, los andaluces Alejandro Rojas-Marcos, Luis Uruñuela y Miguel Ángel Arredonda, el aragonés Emilio Gastón, el gallego Xosé Manuel Beiras y los valencianos Joan Garcés y Vicent Garcés.